# Colgar missior
Colgar missior är en insektsart som beskrevs av Medler 1989. Colgar missior ingår i släktet Colgar och familjen Flatidae. Inga underarter finns listade i Catalogue of Life.